# Athena (superkomputer)
Athena – superkomputer uruchomiony w Akademickim Centrum Komputerowym Cyfronet AGH w 2022 roku. Został udostępniony naukowcom w ramach infrastruktury PLGrid. W latach 2022–2023 najszybszy superkomputer w Polsce.

## Budowa
Athena składa się z 48 serwerów z procesorami AMD EPYC i 1 TB pamięci RAM (w sumie 6144 rdzenie obliczeniowe CPU) oraz 384 karty GPGPU NVIDIA A100. Superkomputer został wyposażony w wysokowydajną sieć wewnętrzną (Infiniband HDR o przepustowości 4 × 200 Gb/s na serwer). Podsystem dyskowy Atheny został zbudowany z wykorzystaniem otwartego oprogramowanie Lustre, używanego również w systemach dyskowych superkomputerów Prometheus i Ares, oraz dedykowanych serwerów dyskowych wyposażonych w pamięci flash w standardzie NVMe.

## Wydajność
Sumaryczna, teoretyczna wydajność Atheny to ponad 7,7 PFlops. W 2022 roku Athena zajęła 105. miejsce na światowej liście TOP500 superkomputerów o najwyższej mocy obliczeniowej. Jednocześnie superkomputer zajął 10. miejsce na liście Green500.